# Robert Pattinson
Robert Douglas Thomas Pattinson (London, 13. svibnja 1986.) engleski je glumac, model i glazbenik. Proslavio se ulogama Edwarda Cullena u filmu Sumrak te Cedrica Diggoryja u filmu Harry Potter i plameni pehar.
Prije nego što se počeo baviti glumom svirao je po kafićima i klubovima klavir i tako zarađivao. Maturirao je s 18, te glumio u Barnes teatru.

## Manekenstvo
Pattinson se počeo baviti menekenstvom kad mu je bilo dvanaest godina, ali je broj radnih mjesta počeo padati samo četiri godine kasnije. U prosincu 2008. je okrivio za nedostatak posla njegov muški izgled: "Kada sam se prvi put počeo baviti s manekenstvom, sam bio prilično visok i izgledao sam malo kao djevojčica, tako da sam imao puno posla, jer sam bio u tom razdoblju u kojem je takav izgled cool. Tada, sam valjda, postao previše muškast, pa sam imao malo posla. Imao sam neuspješnu manekensku karijeru." Pattinson se pojavio u reklamnoj kampanji za Hackett u jesen 2007.

## Gluma
Pattinson je imao sporedne uloge u televizijskom filmu Ring of Nibelungs u 2004. godini u filmu redatelja Mira Nair, Vanity Fair, iako su njegove scene na kraju izbrisane i samo se pojavljuju na DVD-verziji.  U svibnju 2005., se trebao pojaviti u Velikoj Britaniji na premijeri The Woman Before u Royal Court kazalištu, ali je otpušten malo prije premijere i zamijenio ga je Tom Riley.  Kasnije te godine je igrao Cedrica Diggorya u Harryju Potteru i Plamenom peharu. Za ovu ulogu britanske novine Times imenovale su ga kao British Star of Tomorrow.

## Filmografija
| Godina | Film                         | Uloga                         | Bilješka           |
| ------ | ---------------------------- | ----------------------------- | ------------------ |
| 2004.  | Vanity Fair                  | Rawdy Crawley                 |                    |
| 2004.  | Ring of the Nibelungs        | Giselher                      | TV film            |
| 2005.  | Harry Potter i Plameni pehar | Cedric Diggory                |                    |
| 2006.  | The Haunted Airman           | Toby Jugg                     | TV film            |
| 2007.  | The Bad Mother's Handbook    | Daniel Gale                   | TV film            |
| 2007.  | Harry Potter i Red feniksa   | Cedric Diggory                | Samo pojavljivanje |
| 2008.  | How To Be                    | Art                           |                    |
| 2008.  | Sumrak                       | Edward Cullen                 |                    |
| 2008.  | The Summer House             | Richard                       |                    |
| 2009.  | Little Ashes                 | Salvador Dalí                 |                    |
| 2009.  | Mladi mjesec                 | Edward Cullen                 | Glavna uloga       |
| 2010.  | Hvala ti za ljubav           | Tyler Hawkins                 |                    |
| 2010.  | Pomrčina                     | Edward Cullen                 | Glavna uloga       |
| 2011.  | Voda za slonove              | Jacob Jankowski               |                    |
| 2011.  | Bel Ami                      | Georges Duroy                 |                    |
| 2011.  | Praskozorje: Prvi dio        | Edward Cullen                 | Glavna uloga       |
| 2012.  | Praskozorje: Drugi dio       | Edward Cullen                 |                    |
| 2012.  | Cosmopolis                   | Eric Packer                   |                    |
| 2014.  | The Rover                    | Reynolds                      |                    |
| 2014.  | Maps to the Stars            | Jerome Fontana                |                    |
| 2015.  | Queen of the Desert          | T. E. Lawrence                |                    |
| 2015.  | Life                         | Dennis Stock                  |                    |
| 2016.  | The Childhood of a Leader    | Charles Marker                |                    |
| 2016.  | Izgubljeni grad Z            | Henry Costin                  |                    |
| 2017.  | Good Time                    | Constantine "Connie" Nikas    |                    |
| 2018.  | Damsel                       | Samuel Alabaster              |                    |
| 2018.  | High Life                    | Monte                         |                    |
| 2019.  | Svjetionik                   | Ephraim Winslow/Thomas Howard |                    |
| 2019.  | The King                     | The Dauphin                   |                    |
| 2019.  | Waiting for the Barbarians   | Mandel                        |                    |
| 2020.  | Tenet                        | Neil                          |                    |
| 2020.  | The Devil All the Time       | Preston Teagardin             |                    |
| 2022.  | The Batman                   | Bruce Wayne/Batman            |                    |

## Vanjske poveznice
- Robert Pattinson u internetskoj bazi filmova IMDb-u (engl.)